# Antoine Nduwayo
Antoine Nduwayo, född 1942, var Burundis premiärminister mellan 22 februari 1995-31 juli 1996. Han tillhör den etniska gruppen tutsi och är medlem i UPRONA. Han utsågs till premiärminister av dåvarande Hutupresidenten för att stoppa de tutsigrupper som stred mot regeringen. Han avgick kort efter 1996 års militärkupp.
Rättegången mot mordet på den första demokratiskt valda Hutu-presidenten, Melchior Ndadaye, öppnade i oktober 2019 och avgav sin dom den 19 oktober 2020, mer än ett år efter dess öppnande och två dagar före årsdagen för mordet på Melchior. 21 oktober 1993.
Den tidigare presidenten i Burundi, Pierre Buyoya, och femton andra tilltalade dömdes till livstids fängelse för "en attack mot statschefen, en attack mot statens myndighet och ett försök att få massakern och förödelsen ”och till en böter på 102 miljarder Burundiska franc. Tre andra tilltalade dömdes till 20 års fängelse. Burundisk rättvisa har frikänt endast en av de anklagade, Antoine Nduwayo, tidigare premiärminister (februari 1995-juli 1996) och medlem av Unionen för nationell framsteg (Uprona).